# Kanton Golbey
Golbey is een kanton van het departement Vosges in Frankrijk. Het kanton werd bij toepassing van het decreet van 27 februari 2014, op 22 maart 2015 gevormd uit 9 gemeenten van het kanton Châtel-sur-Moselle en 5 van het kanton Épinal-Ouest, die op die dag opgeheven werden. Het kanton maakt deel uit van het arrondissement Épinal.
Op 1 januari 2016 fuseerden Girmont, Oncourt en Thaon-les-Vosges tot de commune nouvelle Capavenir Vosges, die vanaf 2022 Thaon-les-Vosges heet. 

## Gemeenten
Het kanton Golbey omvat sindsdien de volgende 12 gemeenten:
- Chavelot
- Darnieulles
- Domèvre-sur-Avière
- Fomerey
- Frizon
- Gigney
- Golbey
- Igney
- Mazeley
- Thaon-les-Vosges
- Uxegney
- Vaxoncourt